# Hoover (группа)
Hoover — американская постхардкор-группа из Вашингтона, округ Колумбия. Созданная в 1992 году, Hoover продолжила выпускать более интенсивную музыку, которая появилась на лейбле Dischord Records в 1990-х годах. По сравнению с Fugazi, Hoover были более экспериментальными и терпимыми, включив элементы джаза и даба, и не ограничивая себя агрессивной позицией. Необычно, что трое из четырех участников поровну разделили вокальные обязанности.
Vulture назвал их песню «Electrolux» одной из величайших эмо-песен начала 1990-х годов.
Hoover распались в 1994 году, но собирались дважды: один раз в 1997 году, чтобы записать последние четыре песни, которые они написали перед распадом группы (эти песни были выпущены в виде одноименного EP на Slowdime в 1998 году), и еще раз в 2004 году для серии концертов в США и Европе.

## Характеристики
Стиль
Поначалу Hoover ошибочно называли подражателем Fugazi, но они играли интенсивную, угловатую, зловещую музыку (которой Fugazi конца 90-х, возможно, и обязаны). Объединив навязчивую силу Drive Like Jehu, громко-мягкую динамику, которая ранее была исследована Slint и позже будет усовершенствована Mogwai, и драматические, очищающие тексты трех вокалистов, Hoover высвободил ярость на дебютном альбоме The Lurid Traversal of Route 7 (1994), которая не скоро будет забыта.

## Дискография
Студийные альбомы
- The Lurid Traversal of Route 7 (1994, Dischord)
- Hoover (1998, Slowdime)

Сборники
- All the President's Men (1994, Old Glory)
- 20 Years of Dischord (2002, Dischord)

Синглы
- "Sidecar Freddie/Cable" (1992, Hoover Union/Dischord)
- "Two-Headed Coin" (split with Lincoln) (1993, Art Monk Construction)
- "Private" (1993, Hoover Union/Dischord)